# Milton (Wisconsin)
Milton és una població dels Estats Units a l'estat de Wisconsin. Segons el cens del 2000 tenia 5.167 habitants.

## Demografia
Segons el cens del 2000, Milton tenia 5.132 habitants, 2.034 habitatges, i 1.383 famílies. La densitat de població era de 613,5 habitants per km².
Dels 2.034 habitatges en un 36,6% hi vivien nens de menys de 18 anys, en un 52,9% hi vivien parelles casades, en un 11,2% dones solteres, i en un 32% no eren unitats familiars. En el 26,5% dels habitatges hi vivien persones soles el 10,8% de les quals corresponia a persones de 65 anys o més que vivien soles. El nombre mitjà de persones vivint en cada habitatge era de 2,51 i el nombre mitjà de persones que vivien en cada família era de 3,04.
Per edats la població es repartia de la següent manera: un 27,6% tenia menys de 18 anys, un 8,6% entre 18 i 24, un 31,7% entre 25 i 44, un 20,3% de 45 a 60 i un 11,9% 65 anys o més.
L'edat mediana era de 34 anys. Per cada 100 dones de 18 o més anys hi havia 90,6 homes.
La renda mediana per habitatge era de 43.201 $ i la renda mediana per família de 52.384 $. Els homes tenien una renda mediana de 39.392 $ mentre que les dones 22.866 $. La renda per capita de la població era de 22.058 $. Aproximadament el 3,3% de les famílies i el 6,7% de la població estaven per davall del llindar de pobresa.

## Poblacions més properes
El següent diagrama mostra les poblacions més properes.